# John Randolph Chambliss senior
John Randolph Chambliss senior (* 4. März 1809 im Sussex County, Virginia; † 3. April 1875 in Emporia, Virginia) war ein US-amerikanischer Jurist, Politiker und Offizier. Er gehörte der Whig Party an. Der Brigadegeneral John Randolph Chambliss junior (1833–1864) und der Lieutenant Walter Blow Chambliss (1846–1886), welche beide in der Konföderiertenarmee dienten, waren seine Söhne.

## Werdegang
John Randolph Chambliss senior, Sohn von Lucy Rives Newsom und James Jarred Chambliss, wurde ungefähr drei Jahre vor dem Ausbruch des Britisch-Amerikanischen Krieges im Sussex County geboren. Über seine Jugendjahre ist nichts bekannt. Er studierte zwischen 1829 und 1830 Jura am College of William & Mary. Im Juni 1830 erhielt er seine Zulassung als Anwalt im Greensville County und Sussex County. Er ließ sich dann im zuerst genannten County nieder und praktizierte dort in der Town Hicksford (heute ein Teil von Emporia). Am 25. Dezember 1830 heiratete er seine Cousine Sarah John Rives Blow, auch aus Greensville County. Von ihren drei Söhnen und mindestens vier Töchtern starben ein Sohn und zwei Töchter in der Kindheit. Von 1840 bis 1841 war er als Stadtschreiber (county clerk) tätig und im selben Jahrzehnt auch als Bezirksschulinspektor. Er wurde 1845 zum Commissioner in Chancery ernannt – ein Posten, den er bis September 1847 innehatte, als er Commonwealth’s Attorney wurde. 1850 besaß er ungefähr eintausend Hektar Land im County und 22 steuerpflichtige Sklaven, welche über 12 Jahre alt waren. Das zurückliegende Jahrzehnt war von der Wirtschaftskrise von 1837 und dem Mexikanisch-Amerikanischen Krieg überschattet.
Er kandidierte 1850 mit sechs anderen Kandidaten für vier Sitze bei der Verfassunggebenden Versammlung von Virginia. Folgende Counties wurden durch diese vier Delegierten vertreten: das Greensville County, das Isle of Wight County, das Nansemond County, das Southampton County, das Surry County und das Sussex County. Bei der erfolgten Wahl im August 1850 erhielt er das zweithöchste Ergebnis. Er saß im Justizausschuss. Dort vereinbarte er mit den westlichen Delegierten, dass das Wahlrecht nicht mehr von Eigentum abhängig sein sollte, stand aber auf der Seite der östlichen Delegierten, welche auf einer kombinierten Zusammensetzung aus Bevölkerung und Eigentum als Grundlage für die Sitzaufteilung in der General Assembly pochte und im Gegensatz zu den westlichen Delegierten, welche die verlangten Sitze ausschließlich auf Grundlage der weißen Bevölkerung zuteilen wollten. Er besprach das Thema zweimal und entschied sich schließlich gegen einen Kompromiss, nahm diesen aber später doch noch an, welcher den östlichen Counties, wo die Sklavenbesitzer mehr Gewicht hatten, die Mehrheit der Sitze im Senat von Virginia zusicherte, aber den westlichen Counties die Mehrheit der Sitze im Abgeordnetenhaus, da dort die Sklaverei wirtschaftlich weniger wichtig war. Chambliss lehnte auch die Forderung der westlichen Delegierten ab, Sklaven nach ihrem Marktwert zu besteuern als nach dem geringeren Pro-Kopf-Satz, welcher in der früheren Verfassung festgeschrieben wurde. In diesem Punkt setzten er und die anderen östlichen Delegierten sich durch. Am 31. Juli 1851 stimmte er gegen den Verfassungsentwurf, während die Versammlung diesen mit 75 zu 33 Stimmen annahm und den Wählern zwecks Ratifizierung vorlegte.
Chambliss nahm 1857 an der Southern Commercial Convention in Knoxville (Tennessee) teil, wo er zu einem von zehn Vizepräsidenten gewählt wurde. Wie viele andere Wähler in Virginia befürwortete er 1860 die Präsidentschaftskandidatur des Unionskandidaten John Bell (1797–1869). Zu jener Zeit besaß er 27 steuerpflichtige Sklaven. Nachdem Abraham Lincoln (1809–1865) die Präsidentschaftswahl gewonnen hatte, begann Chambliss zu glauben, dass die Sklavenstaaten vereint bleiben sollten, änderte infolgedessen seine Meinung und befürwortete widerwillig die Sezession als letztes Mittel. Als Reaktion auf die Sezessionskrise wurde er im Februar 1861 als Delegierter für das Greensville County und das Sussex County in die Sezessionsversammlung gewählt und saß dort in dem Committee on Elections. Obwohl der Antrag zur Sezession am 4. April 1861 noch abgelehnt wurde, stimmte die Mehrheit am 17. April 1861 dafür, sich abzuspalten und den Wählern eine Sezessionsverfügung zur Ratifizierung vorzulegen. Chambliss fuhr fort, sich den westlichen Delegierten entgegenzustellen, als diese die Besteuerung der Sklaven nach ihrem Marktwert wieder einführten, und stimmte gegen eine Verfassungsänderung zu diesem Punkt, welche die Versammlung zu einem Referendum vorlegte. Er kehrte im Juni für eine kurze zweite und im November für eine dritte Session nach Richmond zurück. Während der früheren Session leitete er einen Sonderausschuss, um von den Maßnahmen die Vorräte und Ausrüstung am Harpers Ferry Arsenal betreffend zu berichten.
Vom 5. August bis zum 2. Dezember 1861 war er wieder als Commonwealth’s Attorney für das Greensville County tätig.
Chambliss wurde am 6. November 1861 in den Konföderiertenkongress gewählt. Dabei vertrat er folgende Counties: das Greensville County, das Isle of Wight County, das Nansemond County, das Norfolk County, das Princess Anne County, das Southampton County, das Surry County und das Sussex County, sowie die Stadt Norfolk. Zwischen dem 18. Februar 1862 und dem 17. Februar 1864 nahm er an allen vier Sessions im ersten Konföderiertenkongress teil. Während seiner Kongresszeit saß er in dem Committee on Naval Affairs, wo er die Politik von Jefferson Davis (1808–1889) betreffend den Bau von Kanonenbooten zum Schutz der Küste von Virginia unterstützte, und in den letzten Wochen seiner Amtszeit in dem Special Committee on the Veteran Soldiers’ Home. Bei drei Gelegenheiten stellte er seine Entwürfe für eine Nationalflagge vor, machte Beschlüsse oder Änderungen zu Themenfeldern wie Marine und Verpflichtungszeiten in der Armee. Flüchtlinge aus Gebieten unter Unionsbesatzung und Steuererleichterungen für Personen, welche in diesen Gebieten lebten, gehörten zu seinen anderen Anliegen, wahrscheinlich weil Teile seines Bezirks während eines Teils des Bürgerkrieges unter Unionskontrolle standen. 1863 verzichtete er auf eine Wiederwahlkandidatur.
Im Sommer 1865 leistete Chambliss den Fahneneid auf die Vereinigten Staaten und wurde am 16. Oktober desselben Jahres durch den Präsidenten begnadigt. Letztmalig politisch trat er im September 1865 in Erscheinung, als er seine Meinung zur Administration Andrew Johnsons in einer Rede in Lawrenceville im benachbarten Brunswick County äußerte.
Mit seiner Ehefrau sowie der Witwe und den Kindern seines Sohnes John Randolph Chambliss junior lebte er in Hicksford. Nach einer annähernd sechsmonatigen Krankheit, die als Nervenschwäche beschrieben wurde, verstarb Chambliss 1875 in seiner Residenz im Greensville County und wurde auf dem Familienfriedhof auf seinem Anwesen beigesetzt, einem Ort in der heutigen Innenstadt von Emporia.
Chambliss diente in der Bürgerwehr von Virginia, wo er den Dienstgrad eines Colonels bekleidete. Er war Baptist und Freimaurer.